# Chusaris rubricena
Chusaris rubricena är en fjärilsart som beskrevs av George Francis Hampson 1912. Chusaris rubricena ingår i släktet Chusaris och familjen nattflyn. Inga underarter finns listade i Catalogue of Life.